# Żeruny
Żeruny (ros. Жеруны) – wieś (ros. деревня, trb. dieriewnia) w zachodniej Rosji, centrum administracyjne osiedla wiejskiego Borkowskoje rejonu diemidowskiego w obwodzie smoleńskim.

## Geografia
Miejscowość położona jest nad rzeką Jelsza, przy drodze regionalnej 66N-0506 (Prżewalskoje – Jewsiejewka), 54 km od centrum administracyjnego rejonu (Diemidow), 103 km od stolicy obwodu (Smoleńsk), 60,5 km od granicy z Białorusią.
W granicach miejscowości znajdują się ulice: Nabierieżnaja, Pridorożnaja, Sowchoznaja, Szkolnyj pierieułok.

## Demografia
W 2010 r. miejscowość zamieszkiwały 63 osoby.

## Historia
W czasie II wojny światowej od lipca 1941 roku wieś była okupowana przez hitlerowców. Wyzwolenie nastąpiło we wrześniu 1943 roku.